# Giovan Battista Gaulli

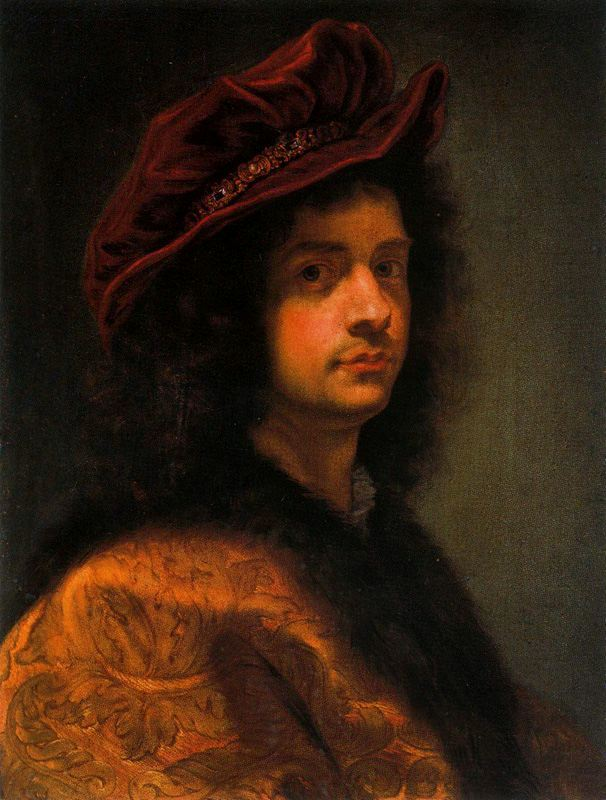
Zelfportret, Uffizi

Giovan Battista Gaulli (Genua, 8 mei 1639 - Rome, 2 april 1709), ook bekend als Baciccio, Il Baciccio en Baciccia was een Italiaans kunstschilder uit de periode van de barok.
Gaulli was in Genua een leerling van Luciano Borzone. Zijn werk werd tevens beïnvloed door Rubens en Van Dyck. In 1657 trok hij naar Rome en werd een leerling van Bernini. In 1669 ging hij naar Parma en bestudeerde daar de fresco's van Correggio. Hij werd vervolgens een van de meest vooraanstaande frescoschilders van Rome. 
Tot zijn belangrijkste werken behoren de fresco's in de Sant'Agnese in Agone (1668 - 1671), de Gesù (1672 - 1683) en de Santi XII Apostoli in Rome (1707).